# Can Gresa
Can Gresa era una masia de l'antic terme de Sant Genís dels Agudells, al districte d'Horta-Guinardó de Barcelona, actualment enderrocada. Era situada a l'actual carrer de Natzaret, al darrere del Patronat Ribas.

## Història
Estava documentada des del segle xviii i, popularment, se l'anomenava Casa Groga. Era una casa senyorial, amb una galeria porticada i una torre mirador que daten de l'any 1830, quan fou renovada i ampliada la casa coneguda fins aquell moment com a Can Tèrmens.
La darrera propietària va ser Rosa Gresa, vídua de Picó, a la mort de la qual els hereus en van fer donació a l'Hospital de la Santa Creu i Sant Pau.
Va ser enderrocada a mitjans del segle xx i, al seu lloc, actualment hi ha el centre cívic de la Casa Groga, els Jardins Manuel J. Arnalot i la plaça de Meguidó, a l'avinguda del Jordà, 27.